# Teulisna quadratella
Teulisna quadratella is een vlinder uit de onderfamilie beervlinders (Arctiinae) van de familie spinneruilen (Erebidae). De wetenschappelijke naam van de soort is voor het eerst geldig gepubliceerd in 2001 door Jeremy Daniel Holloway.